# 혜인 (가수)
이혜인(2008년 4월 21일 ~ )은 혜인이라는 예명으로 알려진 대한민국의 가수이다. 그녀는 9살에 대한민국의 어린이 그룹인 U.sso Girl과 Play with Me Club의 멤버로 음악 경력을 시작했다. 그녀는 나중에 2022년 7월 ADOR에 의해 결성된 걸 그룹 NewJeans의 멤버로 데뷔했다.

## 삶과 경력

### 2008년 ~ 2019년: 어린 시절 및 모델 활동
이혜인은 2008년 4월 21일 대한민국 인천광역시 미추홀구에서 태어났다. 혜인은 문학초등학교에 다녔지만, 학교 자격시험을 치른 직후 자퇴했다. 전 아역 모델로서 2019년 8월 스냅백 브랜드 PRANKERS의 7번째 모델로 활동했다. 혜인은 그 후 11살의 나이로 10월 모스크바, 러시아에서 열린 2019 메르세데스 벤츠 패션 위크에서 런웨이에 섰다. 12월에는 아동 모델 대회인 2019 리틀 더 룩 오브 더 이어에서 대상을 수상했다. 혜인은 이후 Tara & Co.와 이마트의 노브랜드 등 브랜드의 광고 모델로 활동했다.

### 2017년 ~ 2021년: U.SSO Girl 및 Play With Me Club
2017년 7월, 혜인은 예명 유정으로 베이비몬스터의 로라와 함께 어린이 걸그룹 U.sso Girl의 멤버로 발표되었다. 이 그룹은 2017년 11월 7일 첫 디지털 싱글 "Go Go Sing"으로 데뷔했다. 혜인은 2018년 어느 시점에 그룹을 탈퇴했다.
2019년 1월 11일, 그녀는 어린이 혼성 그룹 Play with Me Club의 멤버로 공개되었다. 이 그룹은 2020년 12월 16일 첫 디지털 싱글 "Let's Play"로 데뷔했다. 이 기간 동안 그녀는 혼성 댄스 그룹 SIXDANCE의 멤버로 EBS 어린이 TV 프로그램 "생방송 톡!톡! 보니하니!"에 출연했다. 혜인은 동료 멤버 창현과 함께 2021년 5월 그룹에서 졸업했다.

### 2022년 ~ 현재: NewJeans 데뷔 및 솔로 활동
2022년 7월 1일, ADOR는 소셜 미디어 계정에 "22", "7", "22"라는 숫자의 애니메이션 동영상 세 개를 게시하며 첫 걸그룹 NewJeans의 출범을 예고했고, 7월 22일에 콘텐츠가 공개될 것이라는 추측을 불러일으켰다. 혜인은 2022년 7월 22일 데뷔 싱글 "Attention"의 깜짝 공개된 뮤직비디오로 그룹과 함께 데뷔했으며, 그룹의 라인업에 대한 사전 홍보나 정보는 없었다.
2024년 2월, 혜인은 가수 조원선과 함께 싱어송라이터 아이유의 여섯 번째 EP인 《The Winning》에 수록된 곡 "Shh.."에 피처링으로 참여했다.

## 홍보 활동
2022년 12월 30일, 루이비통은 혜인을 새로운 글로벌 앰버서더 중 한 명으로 발표하며, 14세의 나이로 브랜드의 최연소 앰버서더가 되었다. 그녀는 또한 루이비통을 대표하여 파리 패션 위크에 참석했다. 2023년 4월, 혜인은 하퍼스 바자 코리아 표지를 장식한 최연소 커버 모델이 되었다.

## 음반 목록

### 차트 진입 곡
| 제목                                                | 연도 | 최고 차트 순위 | 앨범        |
| 제목                                                | 연도 | KOR            | 앨범        |
| --------------------------------------------------- | ---- | -------------- | ----------- |
| "Shh.." (아이유 피처링 혜인, 조원선 그리고 패티 김) | 2024 | 20             | The Winning |

## 비디오그래피

### 뮤직 비디오
| 제목                                                                | 연도            | 감독            | Ref.            |
| 피처링 아티스트                                                     | 피처링 아티스트 | 피처링 아티스트 | 피처링 아티스트 |
| ------------------------------------------------------------------- | --------------- | --------------- | --------------- |
| "Shh.." (아이유 피처링 혜인, 조원선 그리고 스페셜 내레이션 패티 김) | 2024            | 황수아          | [ 23 ]          |

### 뮤직 비디오 출연
| 연도 | 제목          | 아티스트 | Ref.   |
| ---- | ------------- | -------- | ------ |
| 2019 | "Give Me Dat" | 아르곤   | [ 24 ] |

## 필모그래피

### 진행
| 연도 | 제목             | 비고                    | Ref.   |
| ---- | ---------------- | ----------------------- | ------ |
| 2023 | K-팝 슈퍼 라이브 | 공명과 ITZY 유나와 함께 | [ 25 ] |